# جمهورية أرمينيا الاشتراكية السوفيتية
الجمهورية الأرمينية الاشتراكية السوفيتية (بالروسية: Армя́нская Сове́тская Социалисти́ческая Респу́блика) (بالأرمينية:Հայաստանի Սովետական Սոցիալիստական Հանրապետություն)، هي إحدى جمهوريات الاتحاد السوفيتي. تأسست في ديسمبر 1920، عندما تولى السوفيت السيطرة على جمهورية أرمينيا الأولى قصيرة الأجل، واستمرت حتى عام 1991. يُطلق عليها في بعض الأحيان اسم جمهورية أرمينيا الثانية، بعد زوال جمهورية أرمينيا الأولى.
بكونها جزء من الاتحاد السوفيتي، تحولت جمهورية أرمينيا الاشتراكية السوفيتية من منطقة زراعية نائية عمومًا إلى مركز هام للإنتاج الصناعي، في حين تضاعف عدد سكانها أربع مرات تقريبًا من نحو 880,000 في عام 1926 إلى 3.3 مليون في عام 1989 بسبب النمو الطبيعي والتدفق الضخم للأرمن الناجين من الإبادة الجماعية ونسلهم. في 23 أغسطس 1990 صدر إعلان استقلال أرمينيا. في 21 سبتمبر 1991 أُيّد استقلال جمهورية أرمينيا من خلال استفتاءٍ. أُقر في 26 ديسمبر 1991 عندما انتهى وجود الاتحاد السوفيتي. بعد تفكك الاتحاد السوفيتي، ظلت دولة جمهورية أرمينيا ما بعد الاتحاد السوفيتي قائمة حتى اعتماد الدستور الجديد في 1995.

## التاريخ

### الفترة السوفيتية
قبل الحكم السوفيتي، حكم حزب الطاشناق جمهورية أرمينيا الأولى. تأسست جمهورية أرمينيا الاشتراكية السوفيتية في عام 1920. انقسم أرمن الشتات على هذا الأمر: لم يدعم أنصار حزب الطاشناق القومي الدولة السوفيتية، بينما كان أنصار الجمعية العمومية الخيرية الأرمنية (إيه جي بي يو) أكثر انفتاحًا بشأن الدولة السوفيتية حديثة التأسيس.
كانت أرمينيا الشرقية من عام 1828، وهو عام توقيع معاهدة تركمنشاي، إلى ثورة أكتوبر في عام 1917، جزءًا من الإمبراطورية الروسية، ومحصورة جزئيًا على حدود محافظة إيريفان. بعد ثورة أكتوبر، أعلنت حكومة الزعيم البلشفي فلاديمير لينين أن بإمكان الأقليات في الإمبراطورية أن تتبع مسار تقرير المصير. بعد انهيار الإمبراطورية، في شهر مايو من عام 1918، أعلنت أرمينيا وجارتاها أذربيجان وجورجيا استقلالهما عن الحكم الروسي، وأنشأت كل منها جمهوريات منفصلة عنها. بعد شبه الإبادة التي تعرض لها الأرمن خلال الإبادة الجماعية للأرمن والحرب التركية الأرمنية اللاحقة، اجتاح اليأس والدمار المنطقة الأرمنية التاريخية في الإمبراطورية العثمانية، أي أرمينيا الغربية.
انضم عدد من الأرمن إلى تقدم الجيش الأحمر السوفيتي الحادي عشر. بعد ذلك، تفاوضت تركيا والجمهوريات السوفيتية المعلنة حديثًا في القوقاز على معاهدة قارص، والتي تنازلت تركيا بموجبها عن مطالباتها بباتومي لجورجيا مقابل إقليم قارص، المقابل لمقاطعات قارص وإغدير وأرداهان في العصر الحديث. كانت مدينة آني العاصمة الأرمنية في العصور الوسطى، وجبل أرارات، الأيقونة الثقافية للشعب الأرمني، موجودة ضمن المنطقة المتنازل عنها. بالإضافة إلى ذلك، منح جوزيف ستالين، المفوض بالنيابة للقوميات آنذاك، منطقتي ناختشيفان وناغورني قره باغ (أرتساخ) لأذربيجان، (واللتان وعد البلاشفة بمنحهما لأرمينيا في عام 1920).

من 12 مارس 1922 وحتى 5 ديسمبر 1936، كانت أرمينيا جزءًا من جمهورية ما وراء القوقاز الاشتراكية السوفيتية إلى جانب جمهورية جورجيا الاشتراكية السوفيتية وجمهورية أذربيجان الاشتراكية السوفيتية. نُفذّت سياسات الحكومة الأرمنية السوفيتية الأولى - المعروفة باللجنة الثورية (ريفكوم)، برئاسة شيوعيين شباب وعديمي الخبرة ومتشددين مثل سركيس كاسيان وأفيس نوريجانيان - بطريقة مستبدة ولم تراع الظروف السيئة التي تمر بها الجمهورية والوهن العام للشعب بعد سنوات من الشقاق الأهلي. في عام 1929، كتب المؤرخ الأرمني السوفيتي باغرات بوريان، الذي قضى نحبه لاحقًا أثناء حملات التطهير الستالينية، مبينًا ما سبق:
بدأت اللجنة الثورية سلسلة من عمليات الاستيلاء والمصادرة العشوائية، بصرف النظر عن الطبقة الاجتماعية، ودون مراعاة للحالة الاقتصادية والنفسية العامة للفلاحين. كانت عمليات المصادرة هذه غير منظمة وجزافية، وخالية من التخطيط الثوري، ونُفذت بوحشية لا داعي لها. أصدرت اللجنة الثورية أوامرها بتأميم الإمدادات الغذائية للمدن والفلاحين، دون جهاز رقابة، ودون بروباغندا تمهيدية أو توضيح، وبتجاهل تام للظروف المؤلمة الاستثنائية التي تشهدها البلاد. بتهور صاعق ولا مبالاة، استولوا على كل شيء وأمموا كل شيء – الزي العسكري وأدوات الحرفيين وطواحين الأرز وطواحين المياه وأدوات الحلاقين وخلايا النحل وأقمشة الكتان والأثاث المنزلي والماشية.
هكذا كان مستوى عمليات المصادرة والإرهاب وحجمهما حين سلّطتهما التشيكا المحلية، حتى أن الأرمن تمردوا في فبراير 1921، بقيادة زعماء سابقين للجمهورية، وأطاحوا بالشيوعيين في يريفان لفترة وجيزة. عاد الجيش الأحمر، الذي كان يشن حينها حملة عسكرية في جورجيا، لقمع التمرد وطرد قادته من أرمينيا.
اقتناعًا منها بأن هذه التكتيكات القاسية كانت مصدر نفورٍ للسكان الأصليين من الحكم السوفيتي، عينت موسكو في عام 1921 إداريًا متمرسًا، وهو ألكسندر مياسنيكيان، لتنفيذ سياسة أكثر اعتدالًا وأكثر انسجامًا مع الحساسيات الأرمنية. مع إدخال السياسة الاقتصادية الجديدة، بدأ الأرمن ينعمون بفترة من الاستقرار النسبي. تبين أن الحياة في ظل الحكم السوفيتي بلسمٌ مهدئ على عكس السنوات الأخيرة المضطربة في ظل الإمبراطورية العثمانية. تلقى الأرمن الأدوية والغذاء بالإضافة إلى مؤن أخرى من الحكومة المركزية ونُفذت إصلاحات واسعة النطاق لمحو الأمية.

### سكرتارية ستالين
اتخذت حكومة ستالين عدة إجراءات للحد من سلطة الكنيسة الأرمنية، الضعيفة أساسًا بسبب الإبادة الجماعية للأرمن وسياسات الترويس التي مارستها الإمبراطورية الروسية. في عشرينيات القرن العشرين، صودرت الممتلكات الخاصة بالكنيسة وتعرض الكهنة للمضايقة. خلال تلك الفترة، بدءًا من عام 1929، تسارعت الهجمات السوفيتية على الكنيسة الأرمنية، لكن حدتها خفت مؤقتًا في السنوات التالية من أجل تحسين علاقات البلاد مع الشتات الأرمني. في عام 1932، أصبح خورن مرادبكيان معروفًا باسم خورن الأول واتخذ لقب الجاثليق صاحب القداسة. رغم ذلك، جدد السوفيت هجماتهم على الكنيسة في أواخر ثلاثينيات القرن العشرين. بلغت هذه الهجمات ذروتها بمقتل خورن عام 1938 كجزء من حملات التطهير العظيم، وإغلاق مقر الجاثليق في إتشميادزين يوم 4 أغسطس 1938. لكن الكنيسة تمكنت من الصمود في الخفاء وفي الشتات.
كان «التطهير العظيم» سلسلة من حملات القمع والاضطهاد السياسي في الاتحاد السوفيتي نُظم ضد أعضاءٍ من الحزب الشيوعي وضد الكتاب والمفكرين والفلاحين والمواطنين العاديين. في سبتمبر 1937، أرسل ستالين أناستاس ميكويان إلى جانب جورجي مالينكوف ولافرنتي بيريا إلى يريفان مع قائمة تحمل 300 اسم للإشراف على تصفية الحزب الشيوعي الأرمني (سي بّي إيه)، الذي كان يتألف بمعظمه من البلاشفة القدامى. وقع القادة الشيوعيون الأرمنيون، مثل فاغارشاك تير واهانيان وأغاسي خانجيان، ضحية للتطهير، وكان الأول مدعى عليه في أولى محاكمات موسكو الصورية. حاول ميكويان، لكنه فشل، إنقاذ شخصٍ من الإعدام أثناء رحلته إلى أرمينيا. قُبض على هذا الشخص أثناء إحدى خطاباته أمام الحزب الشيوعي الأرمني من قِبل بيريا. قُبض على أكثر من ألف شخص وطُرد سبعة من أصل تسعة أعضاء في المكتب السياسي الأرمني من مناصبهم. وفقًا لإحدى الدراسات، أُعدم 4,530 شخصًا رميًا بالرصاص في عامي 1937 – 1938 فقط، أغلبهم متهم بتنفيذ أنشطة معادية للسوفيت أو «معادية للثورة»، بسبب الانتماء إلى حزب داشناك القومي، أو التروتسكية.
كما كان الحال مع الأقليات الاثنية الأخرى التي عاشت في الاتحاد السوفيتي تحت حكم ستالين، أُعدم عشرات الآلاف من الأرمن أو رُحلوا. في عام 1936، عمل بيريا وستالين على ترحيل الأرمن إلى سيبيريا في محاولة لجعل تعداد سكان أرمينيا أقل من 700,000 من أجل تبرير ضمها إلى جورجيا. تحت قيادة بيريا، استُخدم إرهاب الشرطة لتعزيز سيطرة الحزب السياسية على السكان وقمع جميع أشكال التعبير عن القومية. أُعدم العديد من الكتاب والفنانين والعلماء والقادة السياسيين أو جرى نفيهم بالقوة، ومنهم الكاتب أكسل باكونتس والشاعر الشهير يغيشي تشارينتس. بالإضافة إلى ذلك، في عام 1944، رُحل نحو 200,000 فرد من شعب الهيمشين (شعب أرمني مستقر قرب المناطق الساحلية على البحر الأسود في روسيا وجورجيا وتركيا) من جورجيا إلى شتى مناطق كازاخستان وأوزبكستان. حدثت عمليات ترحيل أخرى للأرمن من المنطقة الساحلية في عام 1948، عندما أُجبر 58,000 من المؤيدين المزعومين للاتحاد الثوري الأرمني واليونانيين على الانتقال إلى كازاخستان.

### الحرب العالمية الثانية
كانت أرمينيا بمنأى عن الخراب والدمار الذي لحق بمعظم الاتحاد السوفيتي الغربي خلال الحرب الوطنية العظمى في الحرب العالمية الثانية. لم يصل الفيرماخت إلى جنوب القوقاز أبدًا، وهو ما اعتزم القيام به من أجل الاستيلاء على حقول النفط في أذربيجان. ومع ذلك، لعبت أرمينيا دورًا مهمًا في الحرب من خلال توفير الغذاء والقوى البشرية والعتاد الحربي. خدم ما يقدر بنحو 300 – 500,000 أرمني في الحرب، لم ينج منهم سوى النصف تقريبًا. حاز العديد على وسام بطل الاتحاد السوفيتي وهو أعلى مراتب الشرف. رُفّع أكثر من 60 أرمني إلى رتبة جنرال، وحصل أربعة آخرون في النهاية على رتبة مارشال الاتحاد السوفيتي: إيفان باغراميان (أول ضابط عسكري غير سلافي يتقلد شارة قيادة الجبهة حين كُلف بقيادة جبهة البلطيق الأولى في عام 1943)، والأدميرال إيفان إيساكوف، وأمازاسب باباجانيان، وسيرغي خودياكوف. سمحت الحكومة السوفيتية، في محاولة منها لدعم التأييد الشعبي للحرب، بالمظاهر التي ترمز إلى القومية من خلال نشر روايات أرمنية مثل فارادانانك لديرينك دميركيان، وإنتاج أفلام مثل ديفيد بيك (1944) وتخفيف القيود المفروضة على الكنيسة. تراجع ستالين مؤقتًا عن هجماته على الدين خلال الحرب. أدى ذلك إلى انتخاب المطران كيفورغ عام 1945 ليكون الجاثليق الجديد تحت اسم كيفورغ السادس. سُمح له بعد ذلك بالإقامة في إتشميادزين.
في نهاية الحرب، بعد استسلام ألمانيا، ضغط العديد من الأرمن في الشتات والجمهورية على حد سواء، بمن فيهم السكرتير الأول للحزب الشيوعي الأرمني غريغور هاروتيونيان (أروتيونوف)، على ستالين لإعادة النظر في قضية استعادة مقاطعات كارس وإغدير وأرداهان، بعدما خسرتهم أرمينيا أمام تركيا في معاهدة كارس. في سبتمبر 1945، أعلن الاتحاد السوفيتي أنه سيلغي معاهدة الصداقة السوفيتية التركية المبرمة عام 1925. عرض وزير الخارجية السوفيتي فياتشيسلاف مولوتوف الادعاءات التي أثارها الأرمن أمام قادة الحلفاء الآخرين.
لم تكن تركيا بحد ذاتها في وضع يسمح لها بالقتال ضد الاتحاد السوفيتي، الذي ظهر كقوة عظمى بعد الحرب. بحلول خريف عام 1945، كانت القوات السوفيتية في القوقاز وإيران التي يحتلها السوفيت تتجمع بالفعل لغزو تركيا. لكن، مع تطور العداء بين الشرق والغرب إلى الحرب الباردة، خاصة بعد صدور مبدأ ترومان في عام 1947، عززت تركيا علاقاتها مع الغرب. تخلى الاتحاد السوفيتي عن مطالباته بشأن الأراضي المفقودة، مدركًا أن الناتو الذي شُكل حديثًا سيتدخل إلى جانب تركيا في حال نشوب صراع.

## أعلام
- هوفهانز دانيليان
- هيربسيم سيمونيان

## روابط خارجية
- Armenia: big strides in an ancient land by Anton Kochinyan
- Melkonian, Eduard: "Repressions in 1930s Soviet Armenia" in the Caucasus Analytical digest No. 22